# Tilma
Tilma (russisk: Цильма) er en flod i Republikken Komi og Arkhangelsk oblast i Den Russiske Føderation. Den er en venstre biflod til Petjora og er 374 km lang med et afvandingsområde på 21.500 km². Middelvandføringen 54 km fra mundingen er på 228 m³/s.
Floden udspringer i Timanhøjderne nordvestlige del af Republikken Komi, på grænsen til Arkhangelsk oblast. Den løber først mod nord, men bøjer så mod øst. Den øvre del af floden går gennem folketomme områder, men i den nedre del ligger der enkelte landsbyer langs flodbredderne. Floden munder ud i Petjora ved byen Ust-Tsilma. 
De vigtigste bifloder er Kosma og Tobysj fra venstre og Myla fra højre. 
Tilma blev tidligere anvendt til tømmerflådning. De nedre dele af Tilma er sejlbare. Floden er frosset til fra oktober/november til april/maj.